# Boží muka u Lysolají

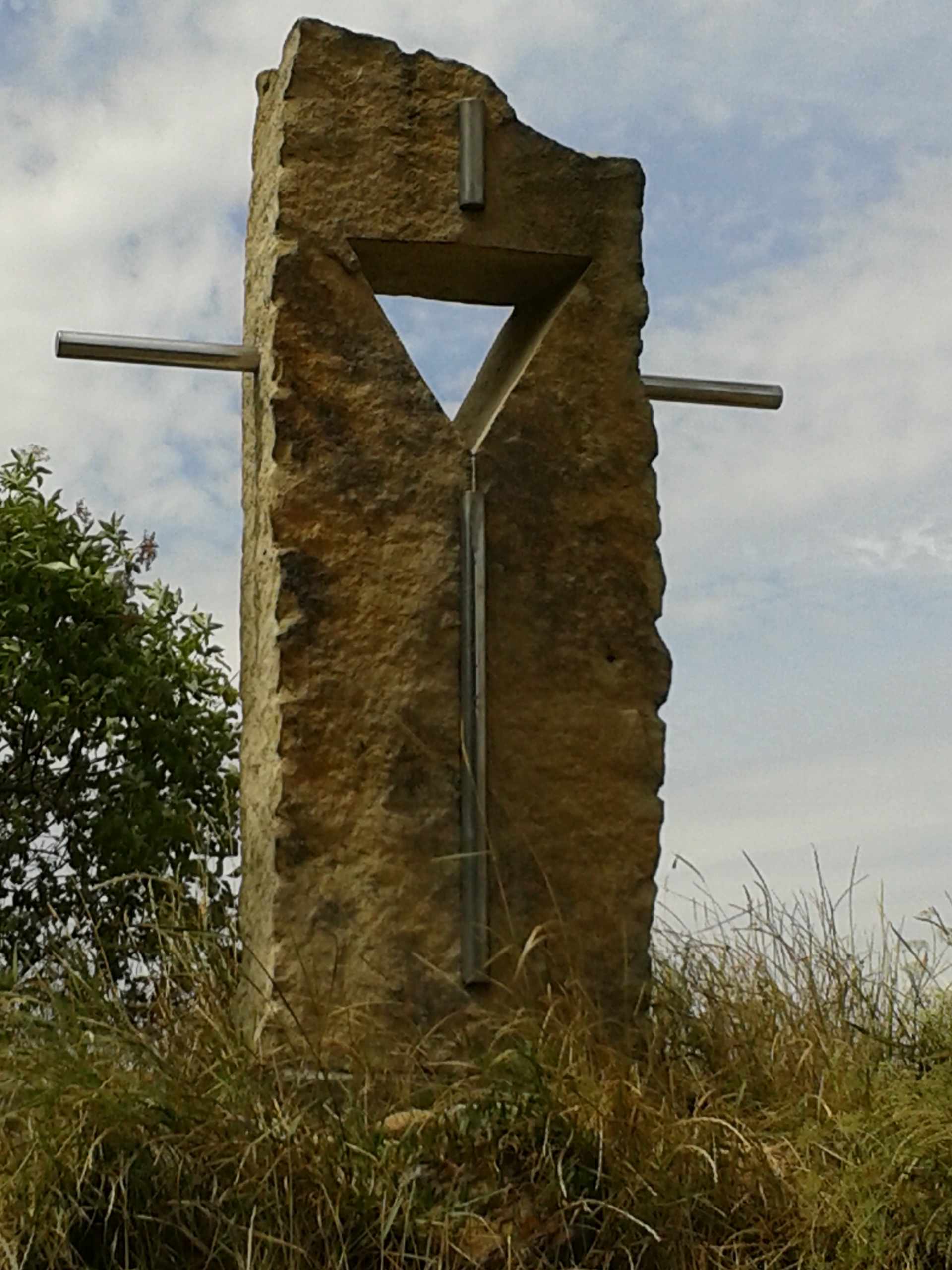
Boží muka u Lysolají (2015)

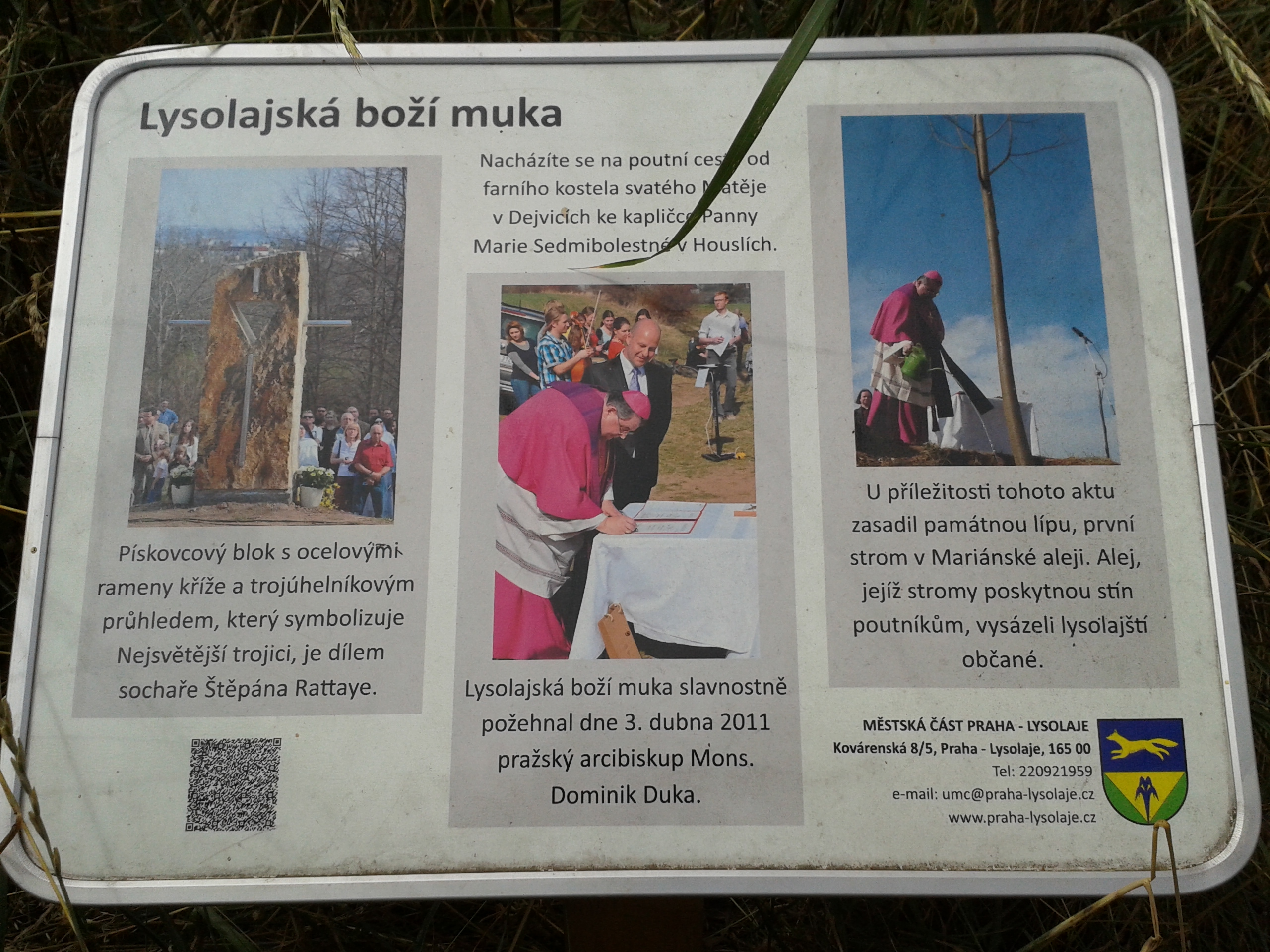
Lysolajská boží muka
(informační tabule)

Boží muka u Lysolají jsou moderní drobnou sakrální stavbou v krajině u pražských Lysolají. Nacházejí se při hranici lysolajského a dejvického katastru u křižovatky polních cest, přes kterou vede červená značená turistická trasa a trasa každoroční pouti od dejvického kostela sv. Matěje ke kapli Panny Marie Sedmibolestné v Lysolajích.
Jedná se o pískovcový blok ve tvaru kvádru o rozměrech základny 68 × 38 cm a výšce 1,7 m s ocelovými rameny kříže a trojúhelníkovým průhledem, který symbolizuje Nejsvětější Trojici. Autorem díla je sochař Štěpán Rattay, boží muka slavnostně požehnal arcibiskup Duka v neděli 3. dubna 2011.